# NGC 5233
NGC 5233 (другие обозначения — UGC 8568, MCG 6-30-47, ZWG 190.29, PGC 47895) — галактика в созвездии Гончие Псы.
Этот объект входит в число перечисленных в оригинальной редакции «Нового общего каталога».